# Wochenblatt Papierfabrikation

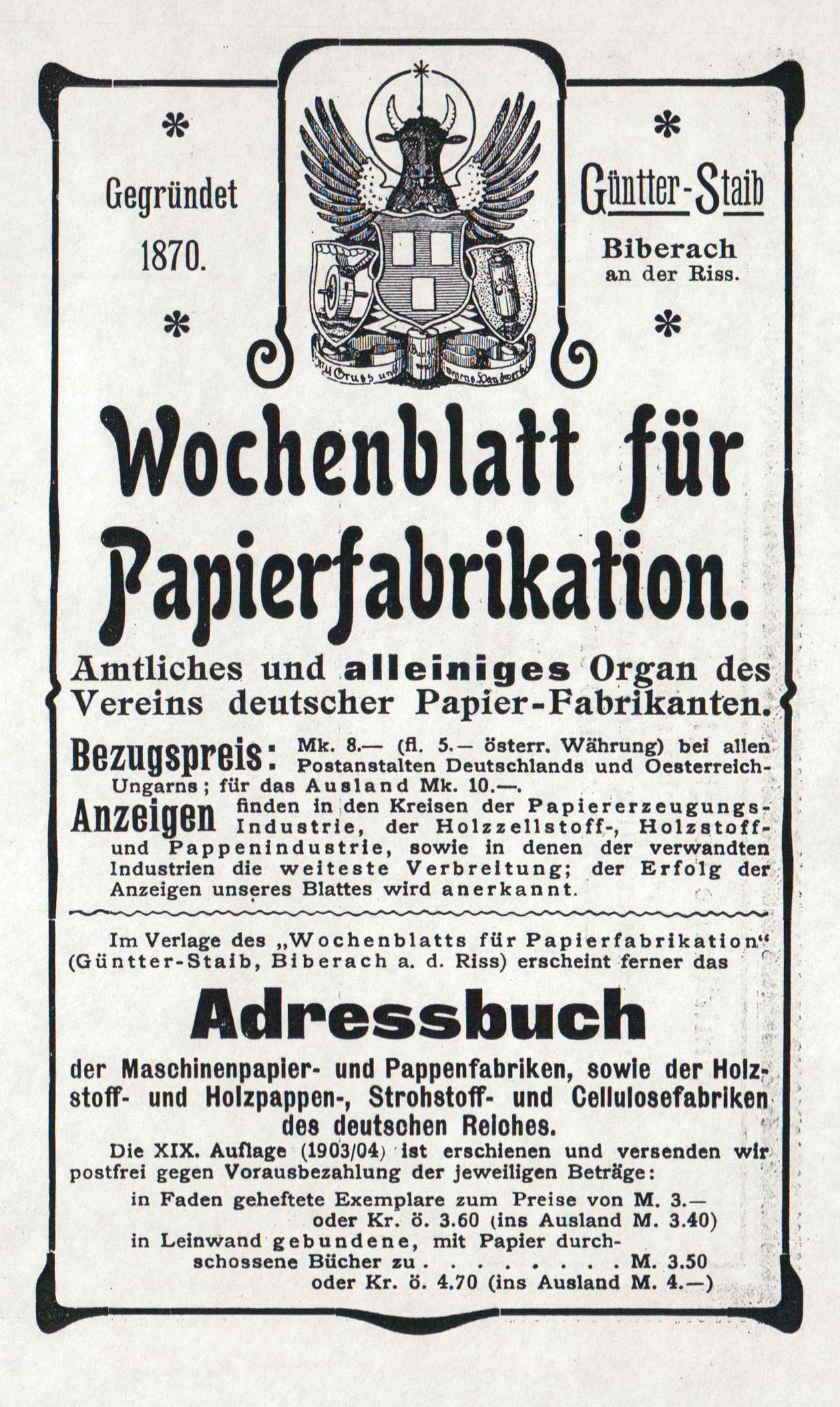
Annonce Wochenblatt für Papierfabrikation, Verlag Güntter-Staib, Biberach an der Riss, 1903

Das Wochenblatt Papierfabrikation (WfP) ist laut ihrem aktuellen Untertitel „die Fachzeitschrift für die Papier- und Zellstoffindustrie“. Redaktionelle Schwerpunkte der auch die Zulieferer-Industrie bedienende Publikation sind ingenieurwissenschaftliche und praxisbezogene technische Fachbeiträge, Forschungsberichte, technische Neuentwicklungen und Anwendungen, ergänzt durch Firmenberichte und Produktvorstellungen sowie neuere Entwicklungen in der Branche und Verbandsnachrichten.
Das seit 1870 mit nur wenigen Unterbrechungen, teils mit wechselnden Untertiteln, verschiedenen Verlagen und Beilagen erscheinende Blatt wird vierzehntäglich in Frankfurt am Main im Deutschen Fachverlag sowie in München in der GBI-Genios Deutsche Wirtschaftsdatenbank herausgegeben. Das Periodikum ist auch mit Volltext als Online-Ressource und Teil einer Datenbank verfügbar.
Im 20. Jahrhundert diente die teils noch unregelmäßig erschienene „[...] Fachzeitschrift für die gesamte Papier-, Pappen- und Papierstoff-Industrie“ zeitweilig zugleich als Organ der Papiermacher-Berufsgenossenschaft Mainz, als Mitteilungsblatt der Fachvereinigung für Papiertechnik Köthen-München sowie als Mitteilungsblatt der Papiermachertafelrunde Altenburg-München. Die Zeitschrift war mitunter zugleich Sondernummer zu Papiermachertagen, auch Papiermachertagung genannt.
Die Zeitschriftendatenbank erschließt das Blatt über die Sachgruppen Nachrichtenmedien, Journalismus und Verlagswesen sowie Technische Chemie, teils auch über die Sachgruppe Handel, Kommunikation und Verkehr.